# Шадыева, Таджихан Ташматовна
Таджихан Ташматовна Шадыева (узб. Тожихон Шодиева; 1905 года, кишлак Янгичек, Маргеланский уезд, Ферганская область, Туркестанское генерал-губернаторство, Российская империя — январь 1981 год) — узбекская советская общественная и партийная деятельница, первый секретарь Молотовского райкома КП(б) Узбекистана. Член ЦИК СССР 7-го созыва (1935—1937). Член Президиума ЦК Компартии Узбекистана.
Активная участница женского движения за раскрепощение узбекских женщин. Одна из первых женщин Узбекистана, снявших паранджу.

## Биография
Родилась в 1905 году в семье шахтёра в кишлаке Янгичек Маргеланского уезда.
До 1918 года работала в домашнем хозяйстве своего отца, трудившегося на угольных шахтах Кызыл-Кия. В 1918—1920 годах трудилась рабочей на одном из заводов Ферганы. В 1920 году поступила на учёбу в девятимесячную партийную школу в Ташкенте, которую окончила в 1921 году. Потом работала ассистентом Хорезмской партийной школы, лектором Хорезмского университета, инструктором женского отдела Хорезмского комитета ВКП(б) (1921—1922), в женском отделе Ферганского обкома ВКП(б) (1923—1924). В 1925 году вступила в ВКП(б). В 1925 году — заведующая женским отделом Кокандского уездного комитета партии. С августа 1925 по 1926 год — инструктор женского отдела Ферганского обкома ВКП(б), затем — заместитель заведующей женским отделом Ферганского обкома КП(б)У в Коканде.
Боролась за эмансипацию мусульманских женщин. В середине 1920-х годов в Узбекистане и Таджикистане действовало женское движение за снятие паранджи, названное её именем.
С октября 1926 по 1929 года — заместитель заведующей женским отделом ЦК Компартии Узбекистана. С ноября 1929 года — ответственный редактор журнала «Янги Юль», редактор женского журнала «Саодат» (1927—1929). В 1929—1930 годах — заведующая отделом работниц и дехканок ЦК Компартии (большевиков) Узбекистана.
С января 1930 года — кандидат в члены Секретариата ЦК КП(б)У и с 1 марта 1930 года — заместитель заведующего организационно-инструкторским отделом ЦК КП(б)У.
С 1930 по 1933 год изучала марксизм-ленинизм на курсах в Москве. С 1935 года — ответственный секретарь партийного комитета Молотовского района в кишлаке Учкуприк.
В феврале 1935 года избиралась членом Центрального исполнительного комитета 7-го созыва, делегатом XVII съезда ВКП(б). 8 мая 1937 года избрана первым секретарём Молотовского райкома партии.
Во время Большого террора была осуждена в октябре 1938 года на 10 лет лишения свободы. Заключение отбывала в исправительно-трудовых лагерях Магаданской области.
В 1956 году реабилитирована с восстановлением всех наград и партийного членства. Избиралась членом Президиума ЦК Компартии Узбекистана.
В конце 1950-х годов организовала колхоз в Ферганском районе и была его первым председателем. В конце 1980-х годов основанный ею колхоз был названии её именем.
Скончалась в 1981 году.
Память
Одна из улиц Ферганы и несколько улиц ряда населённых пунктов Ферганской области носят её имя.